# 馬林25MG型霰彈槍
馬林25MG型霰彈槍是一款栓式.22 WMR口徑霰彈槍，由美國馬林火器公司所製造。被以「花園槍」（Garden Gun）的形象來行銷設計，用以去除農場與花園裡的害蟲。以硬木製成的蒙特卡洛槍托為特色。